# Cratochrysa willmanni
Cratochrysa willmanni là một loài côn trùng thuộc bộ Neuroptera. Loài này được Martins-Neto miêu tả năm 1994.